# 乔木茵芋
乔木茵芋（学名：Skimmia arborescens）为芸香科茵芋属下的一个种。

## 扩展阅读
- 維基物種上的相關：乔木茵芋